# Oliver Petszokat
Oliver Alexander Reinhard Petszokat, né le 10 août 1978 à Berlin, plus connu sous son nom d'artiste Oli.P, est un chanteur, acteur et animateur allemand.

## Biographie
Il est le fils de Reinhard Petszokat, un policier. À dix ans, il commence la danse sportive et remporte des compétitions.
Il commence une carrière de comédien en 1996 dans le soap opera Alle zusammen – jeder für sich (de), sur RTL II puis dans Au rythme de la vie (Gute Zeiten, schlechte Zeiten). En 2003, il est un premier rôle dans le film Motown (de).
En 1997, il sort son premier single Liebe machen et un second Eivissa qui sont des succès. Mais il ne confirme pas avec Paradise Love Squad.
Lorsque la série obtient la célébrité, il publie avec Tina Frank une reprise rap de Flugzeuge im Bauch, chanson de Herbert Grönemeyer datant de 1985. Flugzeuge im Bauch devient numéro un des ventes en 1998. L'année suivante, So bist Du (und wenn du gehst…), reprise d'une chanson de Peter Maffay datant de 1979, obtient le même succès. Par la suite, ses morceaux originaux se vendent beaucoup moins.
En 1999, il se marie avec l'actrice Tatiani Katrantzi et ont un fils. Le couple se sépare en novembre 2007.
De mars 2004 à mars 2005, il présente avec Ruth Moschner et Christian Möllmann (de) la cinquième saison de Big Brother en Allemagne. Il continue durant la sixième commencée en mars 2005, à côté de Ruth Moschner et de Jochen Bendel (de).
Il présente ensuite Une famille en or. À l'automne 2006, il participe à l'émission Dancing on Ice avec Kati Winkler qu'il remporte. Il anime aussi Popstars.
En octobre 2007, il participe à l'émission Das große Promi-Pilgern à côté de Katy Karrenbauer, Charlotte Würdig (de), Ingo Naujoks (de) et Claude-Oliver Rudolph. Puis en décembre, il anime le seconde saison de Dancing on Ice avec Katarina Witt et Charlotte Würdig.
En 2008, il joue avec Jeanette Biedermann dans la comédie Dörte’s Dancing diffusée sur ProSieben. Il anime Singing Bee (de) avec Senna Guemmour (de), mais l'émission s'arrête rapidement, faute d'audience.

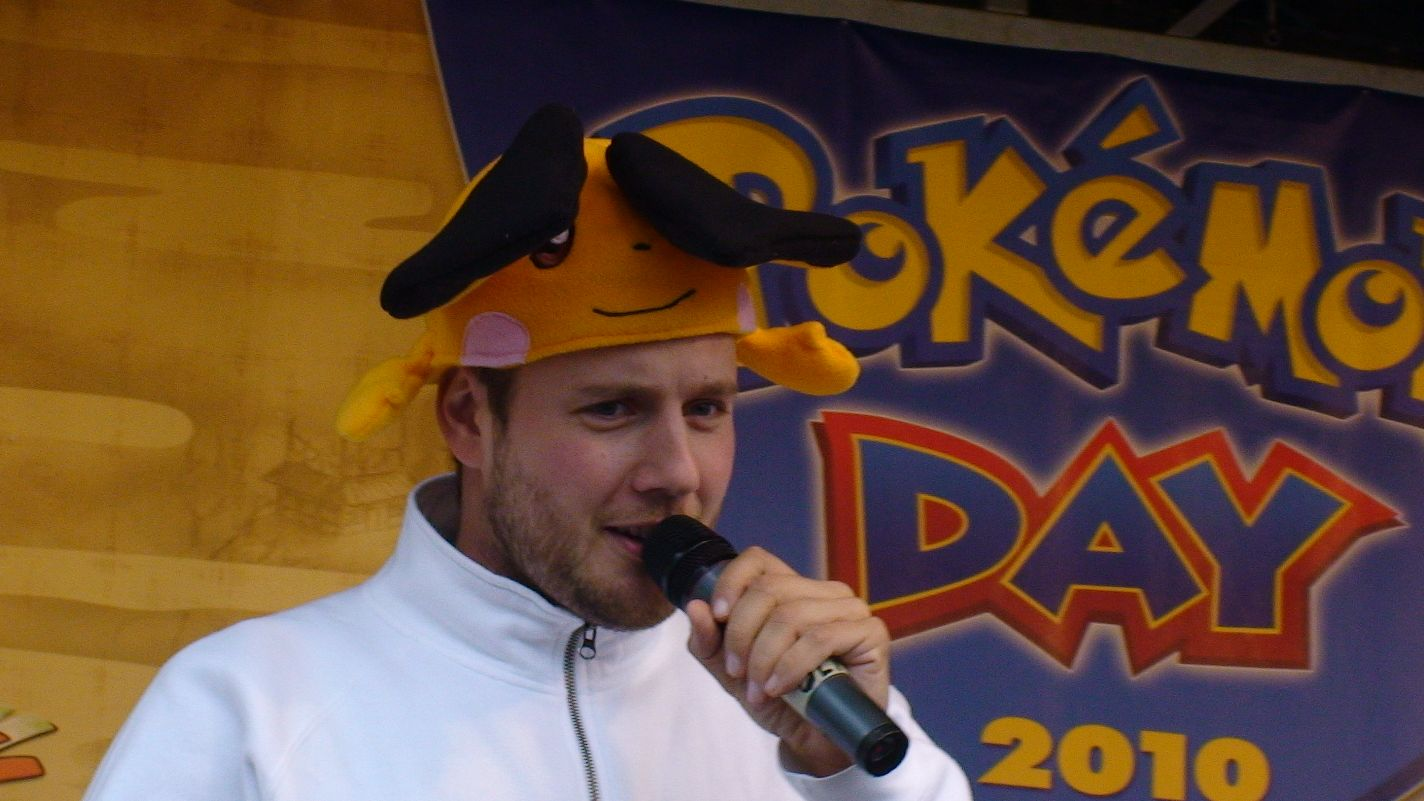
Oli.P lors du Pokemon Day en 2010

Le 11 avril 2010, il est présent dans Un dîner presque parfait avec Benjamin Boyce (de), Yvonne de Bark (de) et Kelly Trump. D'octobre 2010 à septembre 2011, il est un premier rôle dans la série Hand aufs Herz (de). De 2010 à 2012, il anime le Pokémon Day (de) en Allemagne.
En 2013, il joue dans une comédie au théâtre de Dresde.

## Discographie (albums)
- 1998: Mein Tag
- 1999: O.ton
- 2001: P.ulsschlag
- 2002: Startzeit
- 2004: Freier Fall
- 2016: Wie früher
- 2019: Alles Gute!

## Filmographie
- 2005 : L'Amour en vitrine (Ein Hund, zwei Koffer und die ganz große Liebe) (TV)